# J.J. Murphy
James Joseph "J.J." Murphy (Belfast, 7 de mayo de 1928 – Belfast, 8 de agosto de 2014) fue un actor de cine y televisión británico. Sus interpretaciones más recordadas fueron Cal (1984), Las cenizas de Ángela (1999), Mi socio Mickybo y yo (2004) y Drácula, la leyenda jamás contada (2014), y en Juego de Tronos donde interpretó al personaje de Denys Mallister.

## Biografía
Murphy se formó en la Escuela de Teatro del Grupo Ulster en 1948. Murphy también trabajó en el  Lyric Theatre de Belfast durante varios años, junto a actores como Liam Neeson y Ciarán Hinds.
El 8 de agosto de 2014, Murphy murió a la edad de 86 años en Belfast de causas naturales, cuatro días después de la finalización del rodaje del episodio de la temporada 5 de Juego de tronos. Interpretaba el personaje de Denys Mallister, un miembro de alto rango de la Guardia de la Noche y comandante de la Torre de la Sombra, que estaba programado para ser un personaje recurrente en la serie. Murphy dejó esposa Mary, dos hijos (Joseph y Jane), y una nieta (Sarah-Jane).
Los creadores de Juego de tronos D.B. Weiss y David Benioff anunciaron posteriormente, "no cambaremos a J.J. Murphy. Era un hombre encantador, y el mejor Denys Mallister que podíamos haber esperado. Y ahora su turno ha terminado". El episodio en el que apareció Murphy, "La casa de blanco y negro", se emitió el 19 de abril de 2015. El funeral de Murphy se celebró en St Brigid's Church el 14 de agosto de 2014, cinco días después de su muerte.